# Srečno samski
Srečno samski je slovenska humoristična televizijska serija. Posebnost serije je, da je po koncu epizode v živo potekala še spletna pogovorna oddaja z Veroniko Podgoršek, Zaupno z Veroniko. Začela se je 23. marca 2020 in spomladi sta bila na sporedu dva dela, a je bila zaradi epidemije koronavirusne bolezni prekinjena. Predvajana je bila na Planet TV.

## Vsebina
Glavna lika sta Maja in Peter, ki navzven živita sanjsko življenje, a med njiju se vrinejo težave v poslu in pri načrtovanju naraščaja. Na poti reševanja svojega zakona obiskujeta terapije, kjer spoznata pestro druščino, predvsem pa različne čustvene odnose. Majina starejša sestra Jana, se na primer najbolj posveča svoji karieri in partnerje menja kot po tekočem traku, tu je tudi šarmantni detektiv Denis, ki se v terapevtsko skupino vključi pod krinko, žurerka Sonja, ki na spletu živi retuširano življenje, zasebno pa je nesrečna, preprost Srečko, ki še vedno živi z mamo na domači kmetiji, a bi si rad našel punco, in samohranilka Fani, natakarica, ki ne prenaša filozofiranja in razmišlja racionalno.

### 1. del
(31.08.2020)
V prvem delu nove slovenske serije Srečno samski smo spoznali Majo in Petra, ljubeč par, ki pa se zaradi neuspešnih poskusov zanositve znajde v stresnem položaju. Vse skupaj je še posebno naporno za Petra, ki težko prizna, da bi lahko na tem področju potreboval kakšno pomoč, nič kaj pa ne pomaga, da na kliniki za neplodnost sreča svojo nekdanjo sošolko in da mu zdravnik o njegovih plavalcih govori v prispodobah.

### 2. del
(31.08.2020) 
Peter pristane v postelji z Majino sestro Jano. Ta je sicer navajena serijskih skokov med rjuhe, a tudi ona bi pri sestrinem možu verjetno potegnila črto, če ne bi bilo odločanje zamegljeno z izdatno količino alkohola. Zdaj se krivo počutita oba, Peter in Jana, ki ne more verjeti, da je skok prek plota sploh priznal, Maja pa se po šokantnem priznanju komaj pobira. Od Petra zahteva ključe stanovanja in vsa sesuta pride na sestanek terapevtske skupine, ki jo pri Bernardu obiskuje Jana.

### 3. del
(07.09.2020) 
Maja obiskuje terapijo Srečno samski pri terapevtu Bernardu, medtem ko Peter upa, da bosta nadaljevala z zakonsko terapijo pri terapevtki Vidi. Maja postaja vse bolj obsedena z vprašanjem, s kom jo je Peter prevaral, in njena zaupnica, sestra Jana, jo skuša prepričati, da ji lahko takšna informacija le škodi.
Terapijo Srečno samski obiskujeta tudi Srečko in Sonja, ki sta si vse bolj naklonjena, a si tega ne bi nikoli priznala. Nasprotno, Sonja sklene, da bo Srečku prek socialnih omrežij našla dekle.

### 4. del
(14.09.2020) 
Peter prosi poslovnega partnerja in edinega prijatelja Denisa, da se vključi v terapijo Srečno samski in tam vohuni. Zanima ga, kaj razmišlja Maja, in upa, da bo tako prišel do koristnih informacij, ki mu bodo pomagale dobiti Majo nazaj. Problem nastane, ko Denis pristane, se vključi v skupino, tam pa se tudi on zagleda v Majo. Ni pa edini s takimi občutki v skupini. Tudi terapevt Bernard vedno bolj podlega Majinim čarom, kar pa opazi tudi terapevtka Vida, ki nad tem ni nič kaj navdušena. Fanči v Srečku vedno bolj vidi primernega partnerja, ki bi lahko malo poskrbel za njeno mularijo, Srečko pa nad to idejo ni najbolj navdušen.

### 5. del
(21.09.2020) 
Majo še vedno muči vprašanje, s kom jo je Peter pravzaprav prevaral, zato se ji ta zlaže, da je v posteljo skočil s prostitutko, vendar mu Maja tega ne verjame. Njena sestra Jana se zato domisli, da najameta prostitutko, ki bo to zgodbo potrdila. Pri uresničitvi načrta Petru priskoči na pomoč Denis, ki so mu tovrstne zadeve bolj domače. Za nameček Denis na terapiji Majo prepričuje, da seks s prostitutko ni varanje in da je to zgolj telovadba ali sprostitev.
Terapevta Vida in Bernard imata medtem vse slabše spolno življenje. Je za to res kriva Maja? Srečko in Sonja pa se vse pogosteje družita. Srečko spoznava njeno meščansko življenje in res je skoraj neverjetno, da bi med njima lahko bilo nekaj več.

### 6. del
(28.09.2020)
Srečko je užaljen, ker ga je Sonja pred svojimi ljubljanskimi kolegi zatajila. Pobegne s terapije, Sonja pa se poda za njim na kmete, kjer spozna njegovo posesivno mamo. Jana Majo prepriča, da je prišel čas, da se sprosti, zato jo povabi na žur, ki ga zvečer organizira Sonja. Denisa z žura pokliče pijana Maja. Vabil jo je na večerjo, sedaj je lačna. Maja odide in Jana pokliče Petra, naj se jim pridruži. Vzdušje ju pripelje do trenutka, da se mu odpre in mu zaupa, kako nesrečna je, ker je sama. Vloga sproščene seksi ženske jo utruja.

### 7. del
(05.10.2020)
Maja se zbudi z Denisom v postelji, potem ko je zalotila Petra v objemu z Jano in ji je postalo jasno, da jo je prevaral prav z njo. Denisu se trudi dokazati, da je bila z njim le zaradi jeze na Petra, a on tega noče razumeti. Peter se pride opravičit Maji, a naleti na Denisa, strga se mu film. Vida na zdravniškem pregledu izve, da lahko ima otroka. Terapija, ki ni veliko obljubljala, je presenetila. Vida to veselo novico pove Bernardu, ki pa je v svojih čustvih razdvojen, saj si v resnici ne želi otroka. Na Majinih vratih se pojavi sestra Jana, ki bi rada z njo zgladila glede Petra, Maja pa ne more verjeti, da si nekaj takega sploh drzne. Njuna svobodna zveza je postavljena na preizkušnjo. Srečko, ki je po žuru prespal pri Sonji, s slabo vestjo odhiti domov, kjer ga čaka užaljena mama. Razočaral jo je …

### 8. del
(12.10.2020)
Peter, šokiran zaradi Majine izjave, da z njim ni nikoli doživela vrhunca, pade v krizo moške samopodobe. Obseden kliče vse prejšnje partnerke in skuša izvedeti, če je bil tak nesposobnež tudi pri njih. Mama Srečku odsvetuje Sonjo, kar pripelje do spora. Srečko ni več prepričan, da si želi živeti pri mami. Bernard in Vida razčiščujeta glede njunega odnosa in možnosti imeti otroka. Njuna svobodna zveza je temeljila na tem, da si nobeden od njiju ni želel otroka. A Vida vztraja, da je to bilo tako, ker ona ni mogla imeti otroka. Sedaj je drugače. Bo njuna zveza zato razpadla? Denis osvaja Majo, ker si narobe razlaga njen motiv, zakaj je Petru rekla, da ji je z njim v postelji prišlo, s Petrom pa nikoli. Pri Bernardu na terapiji se soočita skregani sestri Maja in Jana. Maja, prepričana, da je pravica na njeni strani, napade Jano, a njena izpoved je presenečenje za vse.

### 9. del
(19.10.2020)
Jana se je "usmilila" Petra in ga iz bivakiranja v biroju preselila k sebi domov. Peter je vesel, da je nekomu mar zanj, toda Vida se sprašuje, ali se ne ujema v isti vzorec kot pri Maji. Peter vztraja, da sta zgolj prijatelja, Jana mu samo pomaga. Vida ni prepričana, da je tako. Medtem Maja s pomočjo Bernarda raziskuje poti do resničnega ženskega orgazma. Vida postavi Bernarda pred dejstvo, naj se odloči, ali sploh lahko nadaljujeta njuno zvezo. Srečkova mama je obležala v postelji, zato ne more več v Ljubljano. Sonja se oglasi pri Srečku, da bi mu pomagala pri skrbi za mamo, a ta jo zavrača. Ali bo pretkana mama uspela skregati Srečka in Sonjo? Denis se razočaran, ker ga je Maja postavila pred dejstvo, da med njima ne more biti nič, tolaži pri Fanči. Spozna njenega najstniškega sina in v njem se prebudi očetovski nagon.

### 10. del
(26.10.2020)
Maja prek Bernardove solo terapije spoznava, da se je vedno trudila za druge in da je pozabila nase. Je le prazna lupina brez vsebine, ki sploh ne ve, kdo je. Srečko spozna mamino prevaro in se končno odloči, da gre od nje k Sonji, a ta je medtem pripeljala k sebi novega žrebca, velikega frajerja glasbene scene Gigija. Srečko ji nikakor ne more dopovedati, da jo zgolj izkorišča. Vida obupana razmišlja o umetni oploditvi, a žal v Sloveniji ni teh možnosti. V navalu hormonov celo pomisli, da bi za oploditev izkoristila Denisa. Peter in Jana sta vse bolj povezana, vse bolj jasno je, da sta par. Srečata Majo, ki se trudi ostati hladna in razumevajoča. A v njej je vseeno polno močnih čustev, ki jo poženejo do Bernarda, s katerim se vse bolj zbližujeta pod zastavo psihoterapije.

### 11. del
(02.11.2020)
Vida obsedena hodi na zmenke, da bi našla očeta svojega otroka, o vsem pa poroča na videz prizanesljivemu Bernardu. Srečko bi Sonji rad dopovedal, da jo Gigi le izkorišča, a Sonja je slepa od ljubezni. Srečko začne iskati drugo stanovanje, pomaga pa mu Fanči. Peter pri Vidi prizna, da sta z Jano par, Vida pa ga opozarja, da je le našel nekoga, ki skrbi zanj. Že pri naslednjem koraku je jasno, o čem govori Vida. Jana najame mladega arhitekta, da bi pomagal pri pridobivanju razpisov, a o tem sploh ne obvesti Petra, ki skuša na vsak način dokazati, da je on vseeno glavni v poslu, če že ne v hiši. Majo preseneti obisk Michele, "prostitutke", s katero naj bi jo prevaral Peter. Jasno je, da si je Peter vse le izmislil, da bi prikril skok čez plot z Jano, a Michele je v resnici punca svobodnih nazorov, ki bo pomagala Maji spoznati njeno erotično plat.

### 12. del
(09.11.2020)
Zadnji del slovenske serije. Jana bo Petru pokazala, da je on glavni. Odpustiti mora mladega arhitekta, a Petru je to najtežja naloga v življenju. On pač ni tak tip človeka. Bernarda pokliče hčerka iz Berlina, kjer živi pri mami. Ima zelo čudne predstave o odnosih s fanti, Bernarda postavi pred dejstvo, ali ni on isti? Bernard začne gledati Vido z drugimi očmi. Nenadoma začne resno razmišljati o otroku, a kaj, ko se je Vida ravno ohladila in se odločila, da ga ne bo imela. Fanči ima velike probleme s starejšim sinom, lahko da je v smrtni nevarnosti. Na pomoč ji priskoči Denis, ki vse bolj igra vlogo očeta njenemu sinu. Srečko skuša Sonjo rešiti pred Gigijem, pošteno ga nalomi, a Sonja ga odslovi. Res ničesar ne "šteka". A kmalu se izkaže, da je imel Srečko prav. Ali bo še lahko dosegla njegovo srce po tem, ko ga je odgnala? Maja in Peter se dobita pri notarju, da bi uredila še zadnje stvari glede ločitve. Maja je neverjetno sproščena in Petru prizna, da je doživela orgazem, in to z žensko. Peter je šokiran, a hkrati se z Majo ponovno lahko normalno pogovarja. Vrtinec sproščenosti ju potegne v zabavno druženje, ki ga nista niti sama pričakovala …

## Predvajanje serije
| Sezona | Sezona | Epizode | Začetek         | Konec            |
| ------ | ------ | ------- | --------------- | ---------------- |
|        | 1      | 12      | 31. avgust 2020 | 9. november 2020 |

## Liki
| Igralec/-ka           | Vloga                                         | Sezona                        |
| --------------------- | --------------------------------------------- | ----------------------------- |
| Glavni liki           |                                               |                               |
| Živa Selan            | Maja, učiteljica klavirja                     | 1                             |
| Matej Puc             | Peter, Majin bivši partner, arhitekt          | 1                             |
| Aleksandra Balmazović | Jana, Majina starejša sestra, Petrova sošolka | 1                             |
| Primož Vrhovec        | Bernard, psihoterapevt                        | 1                             |
| Iva Krajnc Bagola     | Vida, terapevtka, Bernardova partnerka        | 1                             |
| Andrej Murenc         | Denis, detektiv                               | 1                             |
| Sara Dirnbek          | Sonja, žurerka                                | 1                             |
| Luka Cimprič          | Srečko, kmet                                  | 1                             |
| Tijana Zinajić        | Fani, natakarica                              | 1                             |
| Gostujoči igralci     |                                               |                               |
| Srečko Kermavner      | dr. Junker                                    | 1 (1. del)                    |
| Ajda Špacapan         | medicinska sestra Neža                        | 1 (1. del)                    |
| Sara Kolarič          | Lindi                                         | 1 (1., 2., 3. del)            |
| Uroš Maček            | bančni referent                               | 1 (2. del)                    |
| Nina Ivanišin         | Lindina mama                                  | 1 (2., 3. del)                |
| Tina Potočnik         | klientka pri terapevtki Vidi                  | 1 (3. del)                    |
| Anže Zevnik           | mož klientke                                  | 1 (3. del)                    |
| Miha Možina           | hipster                                       | 1 (6., 7. del)                |
| Janez Cankar          | Petrov in Denisov sodelavec                   | 1 (7. del)                    |
| Andrei Lenart         | Sonjina stranka pri fotografiranju            | 1 (8. del)                    |
| Franci Koražija       | Vojko Lorbek                                  | 1 (9. del)                    |
| Urška Hlebec          | Srečkova mama                                 | 1 (6., 7., 8., 9., 12. del)   |
| Ivan Vastl            | Fančin najstarejši sin                        | 1 (9., 12. del)               |
| Lea Cok               | lepotica Maša                                 | 1 (1., 5., 10., 11., 12. del) |
| Nejc Cijan Garlatti   | Gigi                                          | 1 (5., 10., 11., 12. del)     |
| Jernej Kogovšek       | Peter, študent arhitekture                    | 1 (11., 12. del)              |
| Miha Bavdaž           | notar                                         | 1 (12. del)                   |